# Lijst van voetbalinterlands Bhutan - Libanon (vrouwen)
Deze lijst van voetbalinterlands is een overzicht van alle officiële voetbalinterlands tussen de nationale vrouwenteams van Bhutan en Libanon. De landen hebben tot nu toe drie keer tegen elkaar gespeeld.

## Wedstrijden
| № | Plaats | Datum             | Competitie                                | Wedstrijd        | Uitslag |
| - | ------ | ----------------- | ----------------------------------------- | ---------------- | ------- |
| 1 | Taif   | 21 september 2023 | Vriendschappelijk                         | Libanon − Bhutan | 3 − 2   |
| 2 | Taif   | 30 september 2023 | Vriendschappelijk                         | Libanon − Bhutan | 1 − 0   |
| 3 | Amman  | 10 juli 2025      | Aziatisch kampioenschap 2026 kwalificatie | Bhutan − Libanon | 2 − 1   |

## Samenvatting
| Competitie                           | Totaal gespeeld | Winst Bhutan | Gelijk | Winst Libanon | Doelsaldo Bhutan – Libanon |
| ------------------------------------ | --------------- | ------------ | ------ | ------------- | -------------------------- |
| Aziatisch kampioenschap kwalificatie | 1               | 1            | 0      | 0             | 2 − 1                      |
| Vriendschappelijk                    | 2               | 0            | 0      | 2             | 2 − 4                      |
| Totaal                               | 3               | 1            | 0      | 2             | 4 − 5                      |